# Lê Long Tương
Lê Long Tương (chữ Hán: 黎龍鏘) là một hoàng tử của nhà Tiền Lê trong lịch sử Việt Nam. Ông là con trai thứ 8 của Vua Lê Đại Hành. Sinh tại kinh đô Hoa Lư, Ninh Bình, Việt Nam. Ông được vua phong tước Phó Vương(副王) năm 993, đóng tại Đỗ Động Giang, tức vùng đất thuộc các huyện Thanh Oai, Quốc Oai phía tây Hà Nội ngày nay. Căn cứ vào năm sinh người con trai thứ năm của vua Lê Đại Hành (986) và năm phong vương thì năm sinh của ông nằm trong khoảng từ 986 đến 993.
Ông được Vua Lê Đại Hành phong vương năm 993. Việc này được sử gia Ngô Thì Sĩ sau này nhận xét:
"Lê Đại Hành tránh cái loạn của nhà Đinh phong khắp cho con gồm 13 tước vương, chia nhau ở các châu quận. Có lẽ là theo lối ngày xưa. Muốn nơi lớn nhỏ ràng buộc lẫn nhau, lúc nguy cấp thì cứu nhau, chống kẻ khinh rẻ mà giữ sự bền lâu, không thể thừa cơ dòm ngó như mình đối xử với nhà Đinh. Lo nghĩ cũng chu đáo đấy, phương pháp cũng chặt chẽ đấy".

## Gia đình
- Cha: 
  - Lê Đại Hành
- Anh em: 
  - Lê Long Thâu
  - Lê Long Tích
  - Lê Long Việt
  - Lê Long Đinh
  - Lê Long Đĩnh
  - Lê Long Cân
  - Lê Long Tung
  - Lê Long Kính
  - Lê Long Mang
  - Lê Long Đề